# Vlag van Zevenaar

Vlag van de gemeente Zevenaar

De vlag van Zevenaar is sinds 27 april 1959 de gemeentelijke vlag van de Gelderse gemeente Zevenaar. De beschrijving volgens het raadsbesluit luidt:
Rechthoekig, bestaande uit drie horizontale banen van gelijke breedte, gerekend van boven naar beneden in de kleuren: rood, geel en rood. In het midden van de middelste baan is een gotische zwarte hoofdletter Z geplaatst. 
De vlag bestaat uit drie horizontale balken van gelijke hoogte in de kleuren rood-geel-rood. In het midden staat een gotisch zwarte hoofdletter Z. De kleuren en de hoofdletter Z zijn afkomstig van het gemeentewapen. 

## Verwante afbeeldingen

Wapen van Zevenaar

Aalten ·
Apeldoorn ·
Arnhem ·
Barneveld ·
Berg en Dal ·
Berkelland ·
Beuningen ·
Bronckhorst ·
Brummen ·
Buren ·
Culemborg ·
Doesburg ·
Doetinchem ·
Druten ·
Duiven ·
Ede ·
Elburg ·
Epe ·
Ermelo ·
Harderwijk ·
Hattem ·
Heerde ·
Heumen ·
Lingewaard ·
Lochem ·
Maasdriel ·
Montferland ·
Neder-Betuwe ·
Nijkerk ·
Nijmegen ·
Nunspeet ·
Oldebroek ·
Oost Gelre ·
Oude IJsselstreek ·
Overbetuwe ·
Putten ·
Renkum ·
Rheden ·
Rozendaal ·
Scherpenzeel ·
Tiel ·
Voorst ·
Wageningen ·
West Betuwe ·
West Maas en Waal ·
Westervoort ·
Wijchen ·
Winterswijk ·
Zaltbommel ·
Zevenaar ·
Zutphen